# Coronacrisis in Aruba
De coronacrisis in Aruba begon met de eerste besmetting met het coronavirus SARS-CoV-2 in Aruba op vrijdag 13 maart 2020. Op 15 april werd het eerste sterfgeval aan de gevolgen van COVID-19 bekendgemaakt. Nog diezelfde dag overleed een tweede persoon aan de ziekte, maar deze werd pas een dag later in de statistieken opgenomen.

## Tijdlijn

### Maart 2020
13 – Minister-president Evelyn Wever-Croes meldt het eerste Arubaanse geval van besmetting met SARS-CoV-2.
Reeds op 2 februari was door het Ministerie van Justitie een toelatingsverbod ingesteld voor reizigers afkomstig uit China wanneer zij niet over een medische verklaring beschikken dat zij vrij van besmetting zijn. Duidelijk werd dat voor Aruba, evenals Curaçao en Sint Maarten, de invoering van de Internationale Gezondheidsvoorschriften was achtergebleven. Deze regeling is sinds 2007 van kracht en is bekrachtigd door 196 lidstaten van de Wereldgezondheidsorganisatie. Sinds 2015 ligt de eindverantwoordelijkheid voor de CAS-landen bij het Rijksinstituut voor Volksgezondheid en Milieu (RIVM). Nederland tekende toen met de drie landen een samenwerkingsovereenkomst nadat bleek dat ze niet opgewassen zijn tegen een eventuele uitbraak van een besmettelijke ziekte.
15 – Om ongeveer 20.00 lokale tijd, kondigt de premier van Aruba, Evelyn Wever-Croes, aan dat alle inkomende internationale reizen vanaf middernacht op 16 maart 2020 tot 31 maart 2020 worden geannuleerd. Een uitzondering op de inkomende reizen zal worden verleend aan inwoners van Aruba. Er zal ook een reisadvies voor bewoners worden ingesteld, dat op dit moment het uitgaande reizen afraadt. Tot op heden had Aruba twee bevestigde gevallen van het coronavirus. Deze uitzondering is niet van toepassing op uitgaande reizen voor internationale reizigers die momenteel op Aruba zijn — zij zullen hun terugvlucht naar huis kunnen nemen. Ook worden alle scholen, zowel publiek als privé, gesloten voor de week van 16 tot en met 20 maart, en worden alle openbare bijeenkomsten met grote groepen geannuleerd. In feite zou dit slechts een sluiting zijn van twee extra schooldagen, aangezien ze 18, 19 en 20 al gesloten waren vanwege de nationale feestdag (dag van volkslied en vlag, 18 maart).
16 – Een derde besmetting wordt gerapporteerd: een dokter die recent naar New York is geweest op vakantie. Zij vertoonde geen symptomen, maar werd wel getest, en het resultaat toonde aan dat zij positief was voor het Sars-CoV-2-virus.
17 – De vierde besmetting wordt gemeld. Aruba's minister-president Evelyn Wever-Croes laat weten dat een toerist positief is getest. Het besluit wordt genomen om alle scholen tot eind maart 2020 te sluiten. Opvallend is dat dit slechts twee dagen na de vorige beslissing is om de scholen slechts één week te sluiten. Scholen wordt gevraagd een plan te maken voor online onderwijs om de impact van lesuitval te minimaliseren.
19 – Er is besloten dat met ingang van 21 maart 2020 er een avondklok zou zijn, elke dag van 21.00 uur tot 6.00 uur. Overtredingen kunnen worden beboet tot maximaal 10.000 florin (meer dan 5.000 euro). Bovendien moeten alle winkels elke dag om 20.00 uur gesloten zijn. Alle reizen van personen naar het eiland zijn verboden. Lege vliegtuigen mogen nog steeds landen om mensen mee te nemen, bijvoorbeeld van het eiland af om naar huis terug te keren. Er volgt hevig protest van de pers nadat de avondklok is ingesteld. Verschillende verslaggevers verenigen zich en zoeken steun bij internationale organisaties. Deze wordt ook gegeven, en onder druk besluit de premier de persleden toe te staan tijdens de avondklok werkzaam te zijn. Er mogen echter slechts drie leden op straat zijn, die door de regering worden aangewezen.
20 – De vijfde besmetting wordt gemeld. De patiënt is een medewerker van het vliegveld Reina Beatrix, die zojuist was teruggekomen uit New York, waar hij op vakantie was geweest. Dit was één dag nadat er publiek protest was geweest over het gebrek aan maatregelen op het vliegveld om medewerkers te beschermen tegen besmetting.
21 – Er zijn nog drie gevallen, wat het totaal op acht brengt. Het gaat om twee mensen van buiten Aruba (een uit New York en een uit Miami). Het derde geval is mogelijk het eerste lokaal besmette geval.
22 – Een negende geval is nu bekend geraakt, en is een CMB-medewerker die recent op vakantie was in de Verenigde Staten. Hij is slechts kort op het werk geweest, en heeft geen contact gehad met het publiek. Alle medewerkers zijn naar huis gestuurd en het kantoor is tot nader order gesloten.
23 – Opnieuw zijn er drie gevallen extra. Het gaat om twee lokaal besmette gevallen, en een persoon die vanuit Colombia naar Aruba is gekomen.
24 – Er zijn vijf nieuwe gevallen, waardoor het totaal op zeventien staat. Hoewel dit een grote toename lijkt, is ook het aantal testen per dag verhoogd van twintig naar veertig. Van de vijf zijn er drie lokaal besmette gevallen.
25 – Er zijn slechts twee nieuwe gevallen, nu een totaal van negentien. Het is mogelijk dat deze verminderde toename het gevolg is van de zware maatregelen, zoals de avondklok die op 19 maart werd ingesteld. Het betreft hier een geval uit Colombia en een lokaal geval.
26 – Er zijn negen nieuwe gevallen, met nu een totaal van 28. Deze grotere sprong heeft waarschijnlijk te maken met de verhoging van het aantal dagelijkse testen. Een aantal van deze gevallen betreft medewerkers van Respaldo, de dienst voor geestelijke gezondheidszorg op Aruba, die dicht bij het ziekenhuis gelegen is.
27 – Vijf nieuwe gevallen zijn gemeld, wat het totaal op 33 gevallen brengt. Alle gevallen betroffen lokaal geïnfecteerde personen. Een van hen was een medewerker van Respaldo, waar de dag tevoren meerdere gevallen zijn aangetroffen.
28 – Dertien nieuwe gevallen worden gemeld, het hoogste aantal tot nu toe, wat het totaal op 46 brengt. Er is nog geen informatie bekend over de bron van de gevallen. De – voorlopig – laatste vlucht van KLM vertrekt op 28 maart.

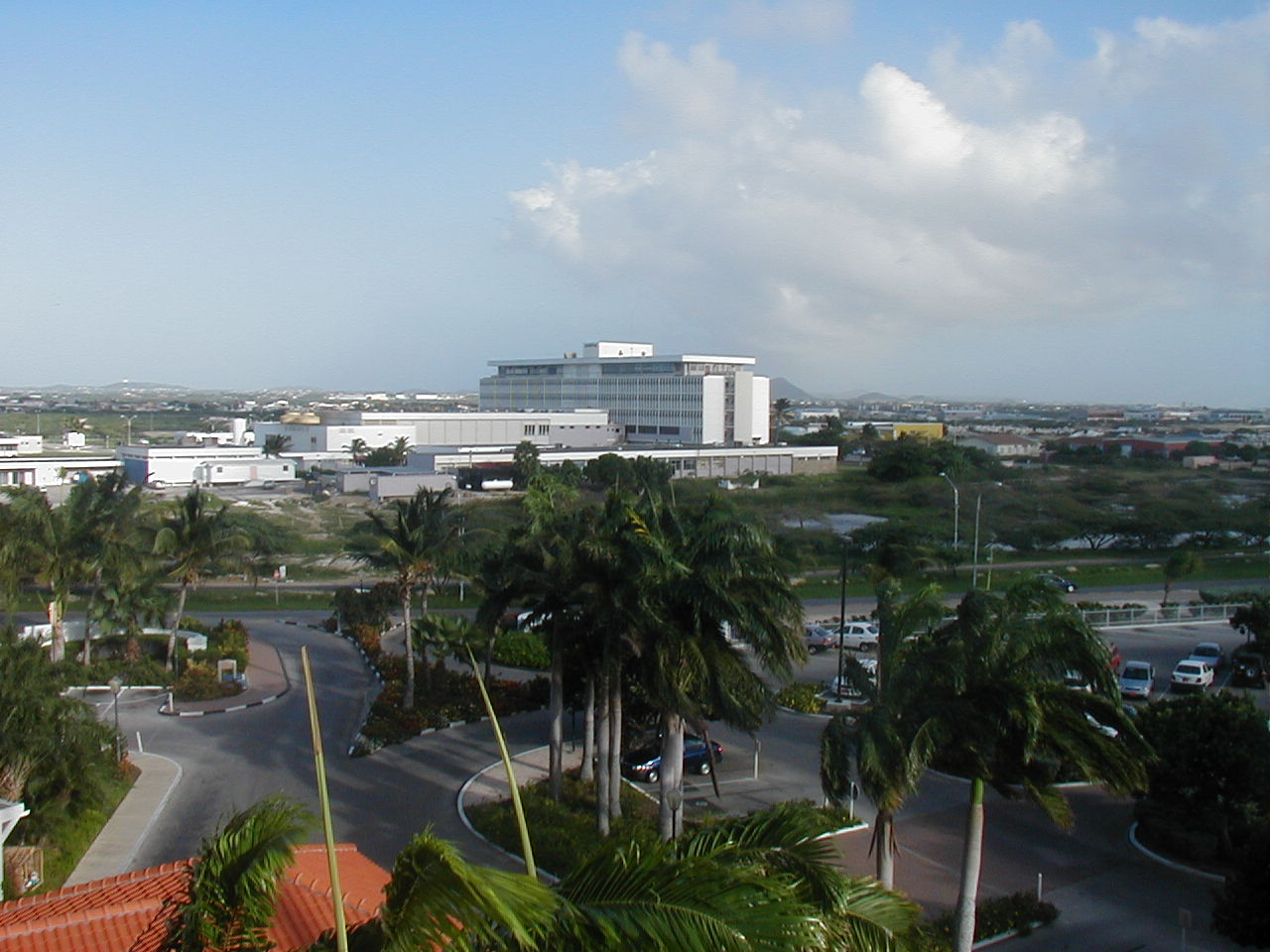
Dr. Horacio E. Oduber Hospitaal (2007)

29 – Vandaag zijn er vier nieuwe gevallen. Het totaal staat nu op vijftig. Het aantal valt mee ten opzichte van de voorgaande periode, wat erop kan wijzen dat de overheidsmaatregelen effect hebben. Vanaf 29 maart wordt de avondklok veranderd in een meer permanente vorm (een ‘shutdown’) waarbij mensen ook overdag alleen nog maar hun woning mogen verlaten voor essentiële zaken. Dit betreft onder andere boodschappen doen, artsbezoek of een behoevend familielid helpen. Ook sporten wordt toegestaan, aangezien dit ook van belang is voor de algehele gezondheid, zolang er afstand wordt gehouden.
31 – Er is een toename van vijf besmettingen (totaal 55). Vier patiënten worden in het ziekenhuis opgenomen, van wie een op de afdeling middelzware zorg en een op de afdeling intensieve zorg.

### April 2020
2 – Er zijn vijf nieuwe gevallen, nu in totaal zestig.
3 – Er worden twee nieuwe gevallen gemeld, wat het totaal brengt op 62. Negen patiënten worden in het ziekenhuis opgenomen.
4 – Er worden twee nieuwe gevallen gemeld, in totaal 64 nu.

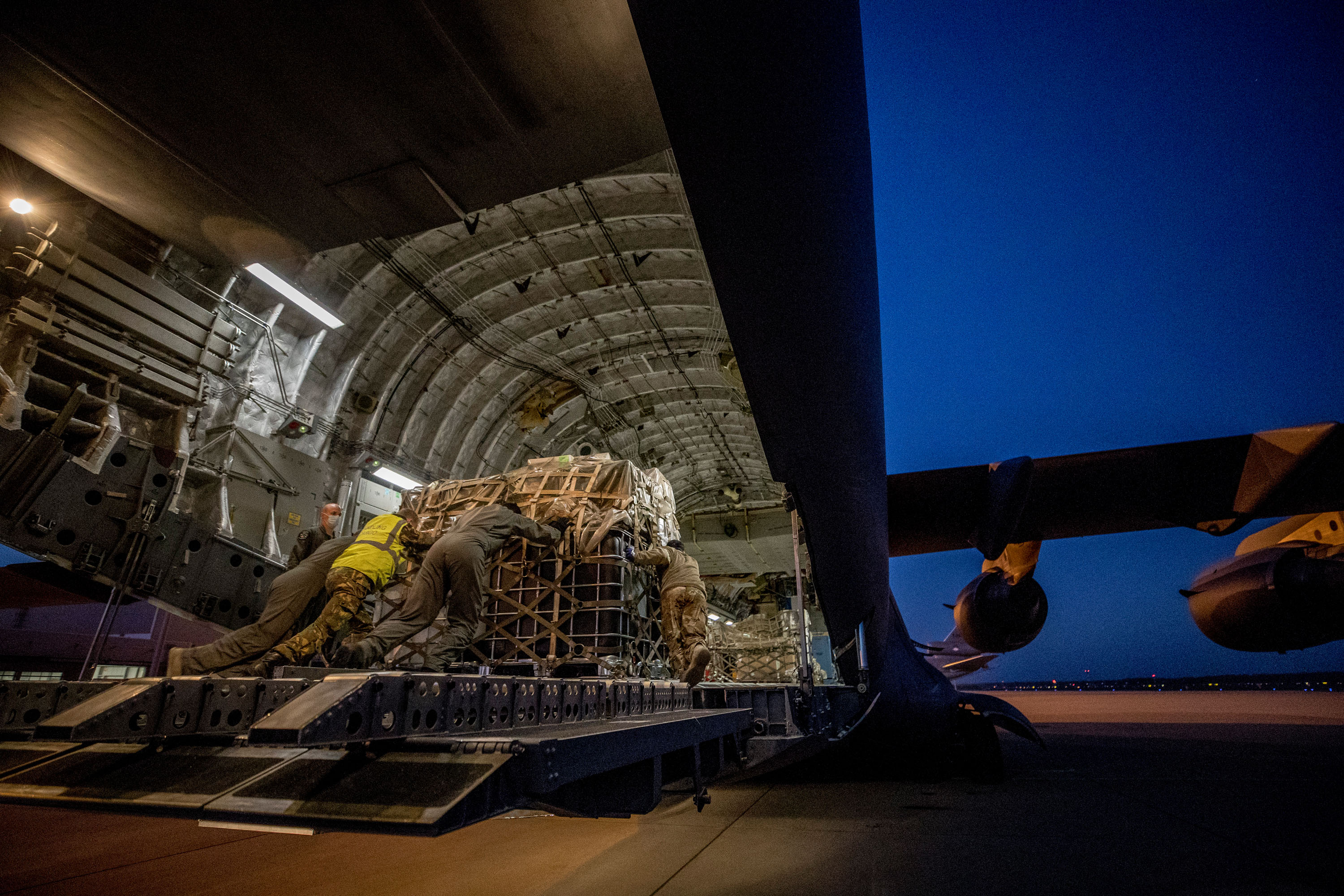
Medische zending vanuit Eindhoven met medische apparatuur en medicijnen, 5 april 2020

5 – De Nederlandse luchtmacht brengt medische apparatuur en medicijnen naar Sint Maarten waarmee extra intensivecarebedden gerealiseerd worden die bedoeld zijn voor patiënten van alle eilanden in het koninkrijk. Er is voor Sint Maarten gekozen, omdat daar op dat moment de grootste nood is.
6 – Er worden zeven nieuwe gevallen gemeld. Tot dusver zijn er 910 personen getest, van wie 838 negatief waren en een resultaat is nog in behandeling.
7 – Er zijn drie nieuwe besmettingen vastgesteld, waarmee het totaal nu op 74 komt. Veertien mensen zijn hersteld, wat het actuele aantal besmette patiënten op zestig brengt. Het Ministerie van Binnenlandse Zaken en Koninkrijksrelaties van Nederland verklaart dat de zes eilanden Aruba, Bonaire, Curaçao, Saba, Sint-Eustatius en Sint Maarten nauw samenwerken om de noodzakelijke gezondheidszorg te waarborgen en dat de Nederlandse regering met Colombia onderhandelt over gespecialiseerde zorg.
8 – Er zijn drie nieuwe besmettingen, wat het totaal nu op 77 brengt en het aantal actuele patiënten op 63. Fitch Ratings verlaagt Aruba naar BB ('niet investeren') vanwege het verwachte gebrek aan inkomsten uit toerisme en de verwachte hogere schuld.
9 – Er zijn vijf nieuwe besmettingen; zes mensen zijn weer beter. De Verenigde Staten kondigen een repatriëringsvlucht aan voor gestrande Amerikanen.
9 – Raymond Knops, minister van Binnenlandse Zaken en Koninkrijksrelaties, biedt Aruba een noodlening aan van 21 miljoen euro. Niet iedereen reageert enthousiast op het bedrag, omdat er veel meer geld nodig is. De eilanden zijn voor het overgrote deel afhankelijk van toerisme en de inkomsten zijn vrijwel geheel weggevallen. Er wordt gesproken over achterstelling binnen het koninkrijk.
10 – Er zijn vier nieuwe besmettingen; vijf mensen zijn weer beter.
11 – Er zijn nog vier nieuwe gevallen, waardoor het totaal op 92 komt en nog twee mensen zijn hersteld. Het huidige aantal actieve besmettingen is 63.
12 – Er zijn geen nieuwe besmettingen en drie mensen zijn hersteld. Dit brengt het totaal aantal patiënten op zestig.
13 – Dr. Horacio E. Oduber Hospital, het enige ziekenhuis op Aruba, dat oorspronkelijk zes ic-bedden had, breidt de capaciteit uit van 21 tot 33 ic-bedden. Er liggen momenteel drie patiënten op de ic.
14 – Een patiënt die in het ziekenhuis op de intensive care is opgenomen, wordt positief getest.
15 – Aruba meldt het eerste COVID-19-gerelateerde overlijden. Nog dezelfde dag overlijdt een tweede persoon van wie de testresultaten nog niet binnen waren. Het onderzoeksresultaat wordt postuum bevestigd. Er zijn momenteel 93 besmettingen en 39 mensen zijn hersteld.
17 – Premier Evelyn Wever verklaart dat Aruba als gevolg van de COVID-19-pandemie in een ernstige economische crisis verkeert en dat er geen garantie is dat het loon van ambtenaren de komende drie maanden kan worden betaald. Daarom zal over de hele linie 15% worden bezuinigd.

### Mei 2020
4 – Aruba krijgt opnieuw een renteloze lening van Nederland. Het gaat om een bedrag van 49,4 miljoen Arubaanse florin (bijna 25 miljoen euro).
7 – Het derde sterfgeval wordt bekendgemaakt. Het betreft een zeventigjarige man.
12 – Duizenden gezinnen op Aruba zijn afhankelijk van voedselhulp. De van Curaçao afkomstig televisiepersoonlijkheid Jandino Asporaat zamelt met een actie ruim 1 miljoen euro in voor voedselhulp op Curaçao, Aruba en Sint Maarten.
17 – Premier Evelyn Wever-Croes stemt in met de voorwaarden die de Nederlandse regering heeft gesteld voor de zachte lening van 113,3 miljoen florin (± 58 miljoen euro).
28 – De avondklok wordt beëindigd.
29 – Alle besmette personen zijn hersteld.

### Verloop van de eerste golf
Tijdverloop van het aantal actieve gevallen van besmetting (12 maart 2020 — 29 mei 2020):
Vanwege een beveiligingsprobleem met de MediaWiki Graph-software is het momenteel niet mogelijk deze grafiek weer te geven. Zodra de software is bijgewerkt zal de grafiek vanzelf weer zichtbaar worden.

### Juni 2020
1 – 14 juni 2020 – Bedrijven mogen open met maximaal 125 personen binnen het gebouw.
15 – daarna – (Eventuele) beperkingen zullen op een later tijdstip worden vastgesteld.
29 – Er worden twee nieuwe gevallen vastgesteld.

### Juli 2020
10 – Aruba heropent het luchtruim met de Verenigde Staten. Hierna wordt een enkele besmette toerist gemeld.

### Augustus 2020
3 – Bij drie lokale bewoners is COVID-19 vastgesteld, waarna een explosieve stijging volgt van het aantal besmettingen.
7 – Er zijn 133 nieuwe besmettingen. Als gevolg van deze stijging besluit Aruba de scholen tot nader bericht dicht te houden tot 3 september.
20 – Aruba telt 1027 actieve gevallen, wat neerkomt op ongeveer 1% van de totale bevolking.
26 – Er wordt opnieuw een avondklok ingesteld, die loopt van middernacht tot 5.00 uur.

### September 2020
18 – De avondklok wordt aangescherpt en begint nu om 22.00 uur.

### Oktober 2020
7 – De avondklok wordt weer versoepeld, van 24.00 uur tot 5.00 uur.

### November 2020
13 – Na lange onderhandelingen over de voorwaarden tekent Aruba een overeenkomst met Nederland die inhoudt dat Aruba een lening van 209 miljoen florin krijgt als liquiditeitssteun.

### Verloop van de tweede golf
Tijdverloop van het aantal actieve gevallen van besmetting (28 juni 2020—30 november 2020)
Vanwege een beveiligingsprobleem met de MediaWiki Graph-software is het momenteel niet mogelijk deze grafiek weer te geven. Zodra de software is bijgewerkt zal de grafiek vanzelf weer zichtbaar worden.

### Januari 2021
7 – Vanwege een aanhoudende stijging van het aantal gevallen worden de maatregelen die in december waren ingegaan, verlengd tot 31 januari 2021. Dit omvat een avondklok van 23.00 tot 5.00 uur, die al sinds december geldt.
25 – Er is een besmetting ontdekt met de Britse variant van het coronavirus. Het gaat om een inwoner die niet van het het eiland af geweest is.
28 – Onder de toeristen wordt de eerste dode wegens COVID-19 geregistreerd, wat het totaal aantal doden op 58 personen brengt. De gemiddelde leeftijd van de dodelijke slachtoffers is 64 jaar. Het aantal actieve gevallen bedraagt 406.

### Februari 2021
6 – De avondklok wordt versoepeld en geldt nu vanaf middernacht in plaats van 23.00 uur. Ook mogen winkels een uur langer openblijven, tot 23.00 uur. Verder mogen in restaurants buiten voortaan zes mensen aan een tafel zitten, in plaats van vier. Het maximumaantal van vier aan een tafel blijft wel gelden voor binnen.
10 – Naast de Britse wordt een tweede coronavariant ontdekt, de zgn. California-West Coast-variant. Hiervan zijn drie gevallen van besmetting vastgesteld. Volgens gegevens van AHATA is de bezettingsgraad van de Arubaanse hotels in januari 2021 gedaald ten opzichte van december en was deze 67% lager dan een jaar geleden.
11 – Een positief geteste toerist kreeg een boete van USD 500 wegens overtreding van de isolatieverplichting. Voor deze overtreding zijn al sinds maart 2020 7 toeristen beboet. Er wordt een onderzoek ingesteld naar de snelle stijging van het aantal overleden coronapatiënten nadat in de eerste week van februari in drie dagen tijd zes personen waren overleden.
14 – Er zijn 998 personen getest, van wie 96 ingezetenen. Sedert aanvang van de crisis zijn er 98.257 tests afgenomen, waarvan 59.256 in de testfaciliteit van de internationale luchthaven Koningin Beatrix. Er zijn dertien nieuwe besmettingen, waarvan een geval een toerist betreft. Het totaal aantal actieve gevallen is 278. Hiervan liggen 17 personen in het ziekenhuis, van wie vijf op de ic-afdeling.
16 – Per KLM-vliegtuig komt vanuit Schiphol de eerste zending van bijna 12.000 Pfizer-vaccins aan. Er zijn 23 nieuwe besmettingen vastgesteld en er is een overledene als gevolg van corona. Het aantal actieve coronagevallen bedraagt 261. Zoals met regelmaat gebruikelijk voert koning Willem Alexander een videogesprek met gouverneur Boekhoudt om zich te laten informeren over de ontwikkelingen op het eiland.
17 – Het inenten tegen corona gaat van start met een groep van twaalf personen, bestaande uit mensen uit een risicogroep en verpleegkundigen gevolgd door het overige zorgpersoneel van het Horacio Oduber Hospitaal. Aruba is niet enkel het eerste eiland om met vaccineren te beginnen, maar is tevens het zwaarst getroffen eiland in het Caribisch deel van het Koninkrijk der Nederlanden. Volgens het Centraal Bureau voor de Statistiek van Aruba zijn sinds maart 2020 7438 personen positief getest op COVID-19. Hiervan waren er 7062 ingezetenen, wat overeenkomt met 6 procent van de bevolking van Aruba. Overleden zijn tot nu toe 69 burgers, bijna 1 procent van het aantal besmette personen. De meeste besmettingen vallen in de leeftijdscategorie 25 tot 54. De meeste overledenen waren ouder dan 75 jaar.
26 – Een aantal verpleegkundigen van het Horacio Oduber Hospitaal zit in thuisquarantaine nadat gebleken is dat ze besmet zijn met COVID-19. De besmetting is afkomstig van een bezoeker die een patiënt besmette, waarna het virus op het personeel werd overgebracht. Om verdere risico’s te voorkomen zijn enkele geplande operaties afgezegd.

### Maart 2021
7 – Er zijn 205 actieve gevallen van besmetting, waarvan zeventien toeristen zijn. Het totaal aantal doden is opgelopen naar 77. Er wordt bevestigd dat de Britse en Braziliaanse variant van het virus op het eiland voorkomen.
8 – Volgens het IMF is Aruba vanwege de coronapandemie in haar diepste recessie ooit terechtgekomen. De staatsschuld liep in 2020 op tot meer dan 2,5 miljard euro, wat overeenkomt met 117% van het BBP. De economie, die voor 80% afhankelijk is van het toerisme, kromp met een kwart. Voor 2021 is het de verwachting dat de economie met 5% zal groeien, onder meer vanwege goede testcapaciteit en vaccinatievooruitzichten.
9 – De tweede zending van 12.800 Pfizer-vaccins komt aan op de internationale luchthaven Koningin Beatrix. Deze "batch" heeft 1000 vaccins meer dan de eerste zending op 16 februari. De vaccins zullen vanaf 15 maart worden toegediend als tweede prik aan het zorgpersoneel en zestigplussers.
10 – Voor de tweede opeenvolgende dag zijn er 50 nieuwe gevallen van besmetting gerapporteerd. Het aantal actieve gevallen is 221, het aantal doden door COVID-19 is 77. Er zijn 22 personen opgenomen in het ziekenhuis, van wie 10 op de ic-afdeling.
12 – Volgens het RIVM komen onder de gevallen van besmetting op Aruba 4 verschillende varianten voor: de Britse variant (50), Mexicaanse variant (6), California-variant (4) en de Braziliaanse variant (1). Van de vier varianten zijn er twee die bijzondere aandacht vragen vanwege de verhoogde risico's voor besmetting. Volgens een artikel in de ESB lijkt de coronacrisis de economieën van Aruba, Sint Maarten en Curaçao harder te treffen dan andere Caribische (ei)landen. Dit hangt samen met het gegeven dat de CAS-landen een meer open economie kennen en afhankelijker zijn van handel en toerisme.
13 – Staatssecretaris Raymond Knops van Binnenlandse Zaken en Koninkrijksrelaties maakt nog eens 15,2 miljoen euro vrij om de voedselhulp aan Aruba, Sint Maarten en Curaçao tot en met juni voort te kunnen zetten. Tussen mei 2020 en mei 2021 betaalde Nederland al 41,7 miljoen euro. Het Rode Kruis coördineert de voedselhulp.
16 – De tachtigste dode en 61 nieuwe gevallen van besmetting als gevolg van het coronavirus worden geregistreerd. Er zijn sedert maart 2020 114.733 tests afgenomen, waarvan 73.832 op de Koningin Beatrix International Airport. Positief getest is 8.482 keer; hiervan zijn nog 308 gevallen actief.
19 – De maatregelen om het coronavirus te bestrijden worden verscherpt. Een samenscholingsverbod van maximaal twee personen wordt van kracht en er mag thuis geen bezoek meer worden ontvangen. Alle bars worden gesloten en bij restaurants mogen twee personen aan een tafel zitten. Bij begrafenissen mogen maximaal tien personen aanwezig zijn.
26 – Er zijn 69 nieuwe gevallen van corona geregistreerd; 63 gevallen betreffen ingezetenen. Ondanks de sterk stijgende trend wordt niet overwogen extra maatregelen te nemen teneinde het voorzichtige herstel van het toerisme niet in de weg te staan. De top drie besmettingshaarden blijken te zijn: restaurants, kerken en sportgelegenheden.
30 – Het aantal gevaccineerden is opgelopen tot 15.600; hiervan hebben 5434 personen een eerste prik gehad en 10.166 beide vaccinaties.

### April 2021
6 – Naast Bonaire en Curaçao had ook Aruba te maken met veel coronadoden tijdens het Paasweekeinde. De ziekenhuizen liepen vol. In het Horacio Oduber Hospitaal liggen 37 patiënten, van wie 13 op de ic-afdeling.
9 – De coronamaatregelen worden met twee weken verlengd. De zeer besmettelijke Britse coronavariant bestrijkt al 80% van de gevallen van besmetting. Op 12 april gaan de scholen wel open; scholieren vanaf 13 jaar moeten verplicht een mondkapje dragen.
11 – Als gevolg van het sterk oplopen van het aantal besmettingen op Curaçao en van de druk op het Curaçao Medical Center worden vanaf begin april coronapatiënten naar Aruba overgebracht. Inmiddels liggen negen patiënten op de ic van het Horacio Oduber Hospitaal, die haar reguliere zorg praktisch geheel heeft afgeschaald teneinde ruimte te creëren voor de Curaçaose patiënten.
15 – In maart 2021 ontving Aruba bijna 49.000 verblijfstoeristen. Hiervan waren ruim 43.000 toeristen afkomstig uit Noord-Amerika en de rest kwam uit Europa, Latijns-Amerika en de Caribische regio. De gemiddelde bezettingsgraad van de hotels was 36,4 procent, gelijk aan ongeveer 40 procent van de bezetting in topjaar 2019 en 12 procent lager dan een jaar geleden.
17 – Er zijn 41 nieuwe coronabesmettingen vastgesteld. Het aantal actieve besmettingen telt 488, een daling ten opzichte van de dag daarvoor. Sinds maart 2020 zijn 92 personen aan het virus overleden, 10.305 personen positief getest en 9.725 personen hersteld.

### Mei 2021
4 – Het eerste geval met de Indiase coronavariant is gedetecteerd. Het monster met deze besmetting komt uit de week van 12 tot 18 april. De persoon en naaste contacten hebben geen reisgeschiedenis. De afgelopen maanden zijn er naast de Britse variant ook varianten uit Brazilië, Zuid-Afrika, Californië en New York gedetecteerd.
5 – Er zijn 55.159 personen die een eerste vaccinatie hebben gehad; van deze groep hebben 23.924 personen eveneens een tweede prik gehad en dus volledig gevaccineerd. Het aantal actieve coronagevallen bedraagt 139.
7 – Dr. Horacio E. Oduber Hospital meldt dat de laatste van de negen coronapatiënten uit Curaçao weer naar het thuiseiland is teruggekeerd.
12 – Vanaf zaterdag, 15 mei, mogen Nederlanders weer op vakantie naar Aruba. Het eiland gaat dan van code oranje naar code geel.

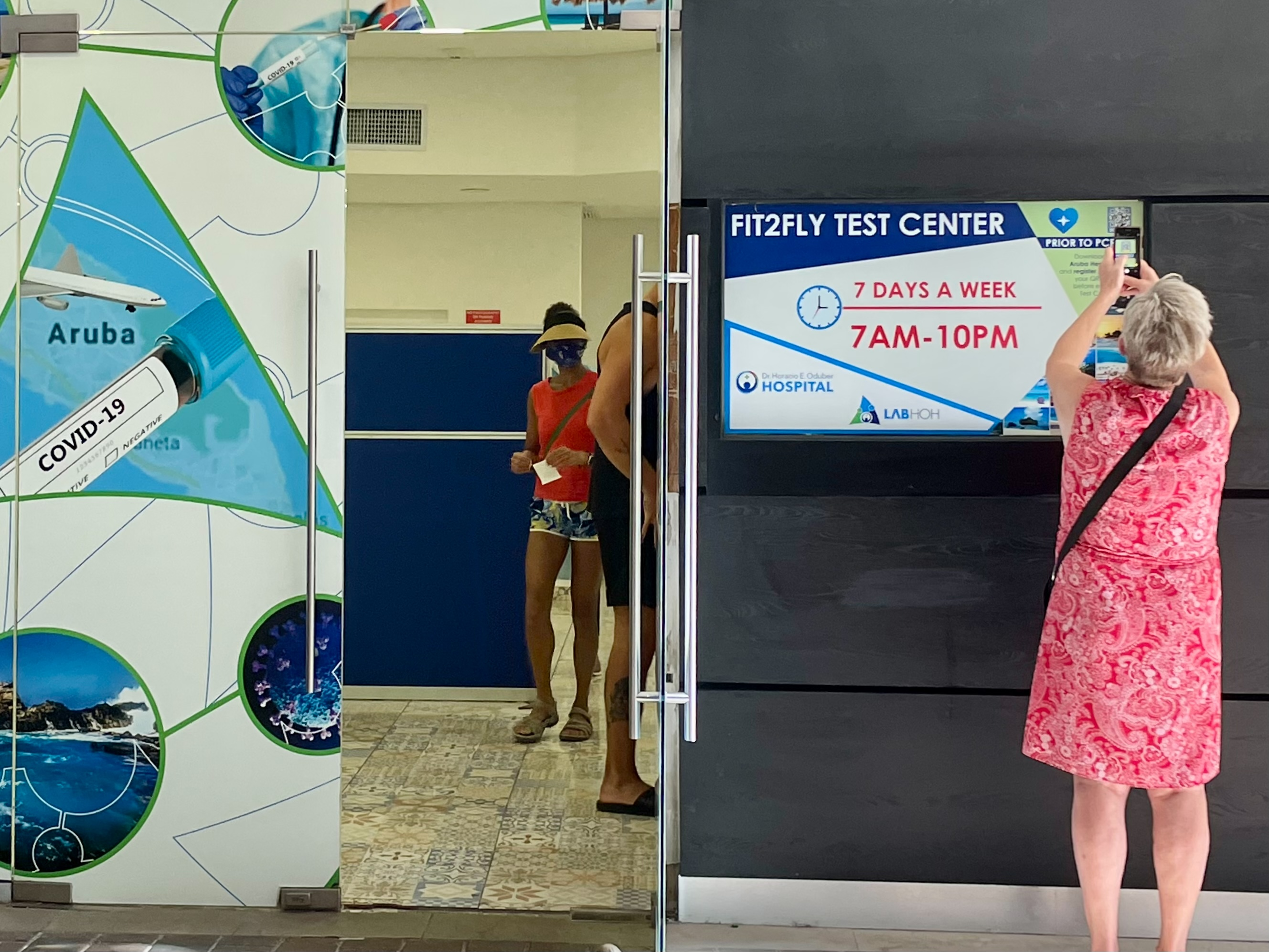
Corona testlocatie in de toeristische zone te Palm Beach

17 – Vanaf 1 juni zijn  gevaccineerde inwoners vrijgesteld van testen bij thuiskomst uit het buitenland. De vrijstelling geldt niet voor niet volledig gevaccineerden en toeristen.
25 – Tijdens de tweede vaccinatiemarathon in het weekeinde van 22 en 23 mei hebben 8.265 personen zich laten vaccineren. Hiervan waren 1.752 personen voor het eerst geprikt. Bij de eerste vaccinatiemarathon op 24 en 25 april waren 7.101 prikken toegediend. De regering streeft ernaar dat 85% van de volwassen bevolking gevaccineerd is per 1 juni 2021. Vanaf 25 mei is de avondklok, die ingesteld was op 29 december 2020, opgeheven. Dit geldt ook voor het gebiedsverbod voor stranden en riffen.

### Juni 2021
2 – Vanaf 1 juni is het afnemen van een PCR-test bij aankomst op de luchthaven Reina Beatrix niet langer verplicht voor volledig gevaccineerde ingezetenen van Aruba.
7 – Ongeveer 65% van de bevolking is gevaccineerd; in de leeftijd vanaf 18 jaar zijn 84.150 personen gevaccineerd, waarvan 63.000 beide prikken hebben gehad. Het streefgetal voor normalisatie van het openbare leven is 85% van de bevolking gevaccineerd.

### Verloop van de derde golf
Tijdverloop van het aantal actieve gevallen van besmetting vanaf 1 december 2020
Vanwege een beveiligingsprobleem met de MediaWiki Graph-software is het momenteel niet mogelijk deze grafiek weer te geven. Zodra de software is bijgewerkt zal de grafiek vanzelf weer zichtbaar worden.

### December 2021
20 – De aanwezigheid van de omikronvariant wordt bevestigd. Er zijn 17 gevallen, waarvan zes toeristen en elf ingezetenen. Drie ingezetenen waren uit het buitenland teruggekeerd. De toerisme sector zit aan het begin van haar hoogseizoen en vreest voor een nieuwe (vijfde) besmettingsgolf, waardoor toeristen genererende landen het reizen naar Aruba kunnen afraden of verbieden.
28 – In een week tijd steeg het totaal aantal coronagevallen van bijna 300 tot 1100. Hiermee is er sprake van een vijfde golf aan besmettingen sinds de aanwezigheid van het virus op het eiland werd vastgesteld.

### Januari 2022
4 – Met 1023 nieuwe besmettingen op 4 januari breekt Aruba sedert 30 december dagelijks opnieuw het record van aantal nieuwe besmettingen. Ook met 1161 gevallen was het aantal ziekmeldingen van werknemers een absoluut record volgens de Sociale Verzekeringsbank. De Amerikaanse gezondheidsautoriteit (CDC) vaardigde met code rood een negatief reisadvies voor Aruba uit.

### Februari 2022
28 – Vanwege de teruglopende aantallen wordt publicatie van de coronacijfers op dagelijkse basis gewijzigd voor een keer per week.

## Statistiek
| Datum  | Aantal per dag | Aantal cumulatief | Aantal cumulatief | Aantal cumulatief | Aantal cumulatief | Referentie                                 |
| Datum  | quarantaine    | afgenomen tests   | besmettingen      | overleden         | hersteld          | Referentie                                 |
| ------ | -------------- | ----------------- | ----------------- | ----------------- | ----------------- | ------------------------------------------ |
| 13 mrt |                |                   | 2                 | 0                 | 0                 | (2020-04-17) ; (2020-4-16)                 |
| 14 mrt |                |                   | 2                 | 0                 | 0                 | (2020-04-17)                               |
| 15 mrt |                |                   | 2                 | 0                 | 0                 | (2020-04-17)                               |
| 16 mrt |                |                   | 3                 | 0                 | 0                 | (2020-04-17)                               |
| 17 mrt |                |                   | 4                 | 0                 | 0                 | (2020-04-17)                               |
| 18 mrt |                | 125               | 4                 | 0                 | 0                 | (2020-04-17)                               |
| 19 mrt |                |                   | 5                 | 0                 | 1                 | (2020-04-17)                               |
| 20 mrt |                |                   | 5                 | 0                 | 1                 | (2020-04-16)                               |
| 21 mrt | 600            |                   | 8                 | 0                 | 1                 | (2020-04-17) ; (2020-04-16)                |
| 22 mrt |                |                   | 9                 | 0                 | 1                 | (2020-04-17) ; (2020-04-16)                |
| 23 mrt |                |                   | 12                | 0                 | 1                 | (2020-04-17) ; (2020-04-16)                |
| 24 mrt |                |                   | 17                | 0                 | 1                 | (2020-04-17) ; (2020-04-16)                |
| 25 mrt |                | 294               | 19                | 0                 | 1                 | (2020-04-17) ; (2020-04-16)                |
| 26 mrt |                |                   | 28                | 0                 | 1                 | (2020-04-17) ; (2020-04-16)                |
| 27 mrt |                |                   | 33                | 0                 | 1                 | (2020-04-17) ; (2020-04-16)                |
| 28 mrt |                | 560               | 46                | 0                 | 1                 | (2020-04-17) ; (2020-04-16)                |
| 29 mrt |                | 601               | 50                | 0                 | 1                 | (2020-04-17) ; (2020-04-16)                |
| 30 mrt |                | 634               | 50                | 0                 | 1                 | (2020-04-17)                               |
| 31 mrt |                | 682               | 55                | 0                 | 1                 | (2020-04-17) ; (2020-04-16)                |
| 1 apr  |                | 737               | 55                | 0                 | 1                 | (2020-04-17)                               |
| 2 apr  |                | 805               | 60                | 0                 | 1                 | (2020-04-17) ; (2020-04-16)                |
| 3 apr  | 562            | 837               | 62                | 0                 | 1                 | (2020-04-17) ; (2020-04-16) ; (2020-04-16) |
| 4 apr  | 381            | 863               | 64                | 0                 | 1                 | (2020-04-17) ; (2020-04-16)                |
| 5 apr  | 381            | 869               | 64                | 0                 | 1                 | (2020-04-17)                               |
| 6 apr  | 402            | 910               | 71                | 0                 | 2                 | (2020-04-17) ; (2020-04-16)                |
| 7 apr  | 395            | 954               | 74                | 0                 | 14                | (2020-04-17) ; (2020-04-16)                |
| 8 apr  | 349            | 990               | 77                | 0                 | 14                | (2020-04-16)                               |
| 9 apr  | 302            | 1008              | 82                | 0                 | 20                | (2020-04-16)                               |
| 10 apr | 302            | 1058              | 86                | 0                 | 27                | (2020-04-17) ; (2020-04-16)                |
| 11 apr | 109            | 1118              | 92                | 0                 | 29                | (2020-04-16)                               |
| 12 apr | 103            | 1145              | 92                | 0                 | 32                | (2020-04-16) ; (2020-04-17)                |
| 13 apr | 103            | 1147              | 92                | 0                 | 32                | (2020-04-16)                               |
| 14 apr | 114            | 1154              | 92                | 0                 | 32                | (2020-04-16)                               |
| 15 apr | 91             | 1198              | 93                | 1                 | 39                | (2020-04-16)                               |
| 16 apr | 90             | 1237              | 95                | 2                 | 39                | (2020-04-16)                               |
| 17 apr | 106            | 1298              | 96                | 2                 | 43                | (2020-04-18)                               |
| 18 apr | 104            | 1358              | 96                | 2                 | 44                | (2020-04-19)                               |
| 19 apr | 104            | 1442              | 97                | 2                 | 49                | (2020-04-21)                               |
| 20 apr | 83             | 1445              | 97                | 2                 | 51                | (2020-04-21)                               |